# Campanula uniflora
Campanula uniflora — вид трав'янистих рослин родини дзвоникові (Campanulaceae). Етимологія: лат. uniflora — «одноквітковий».

## Опис
Рослини висотою 5–30 см, з подовженими кореневищами. Стебла поодинокі або декілька разом, голі, від сланких до зведених. Листки: в основному стеблові, темно-зелені, дещо шкірясті завдовжки 0.5–4 см і шириною 0.1–0.5 см; від еліптичних і черешкових нижче до сидячих і оберненоланцетних вище. Квіти завжди поодинокі. Чашечки (об'єднані чашолистки) запушені. Віночок блідо-блакитний, 4–8 мм в діаметрі й 4–10 мм довжиною. Пиляки (чоловічі частини) 1–2 мм завдовжки. Плід — чорна капсула (бліда); 5–20 мм довжиною; шириною 4–7 мм; волохата (негусто волосиста). Насіння 100 (численне); 0.9–1.2 мм довжини; коричневе; поверхня гладка.

## Поширення
Азія: Росія — Ямало-Ненецький округ; Європа: Фінляндія, Ісландія, Норвегія, Швеція; Північна Америка: Гренландія, Канада, США. Населяє сухі гребені кам'янисті тундри й пустки, вапняні щебенисті осипи й скелі.

## Галерея

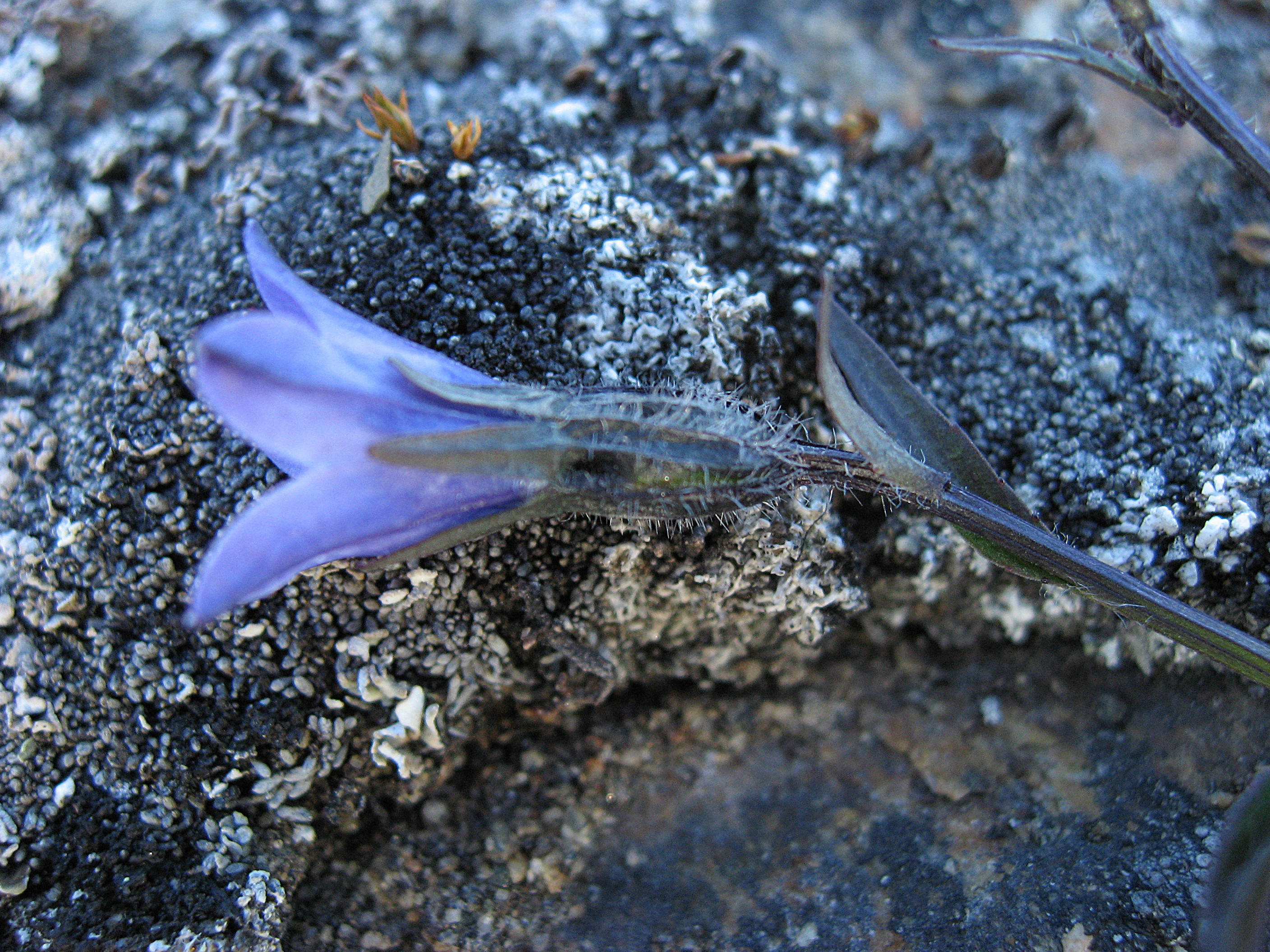
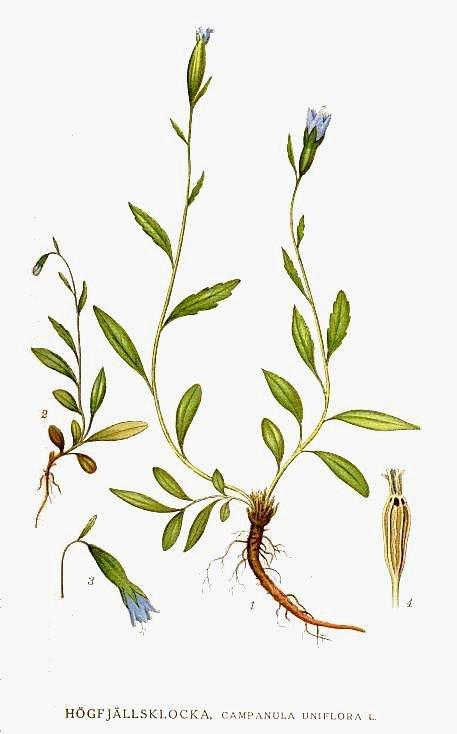